# Liselotte Grschebina

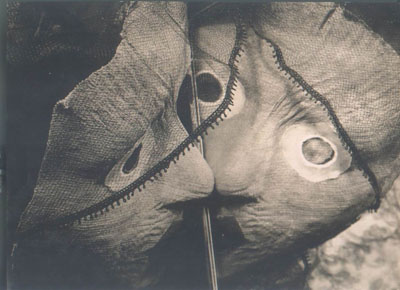
Masky, asi 1930, Izraelská muzejní sbírka

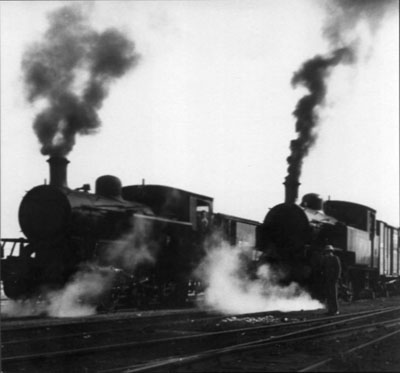
Na železniční stanici, fotografie pro Palestine Railways, asi 1940, Izraelská muzejní sbírka

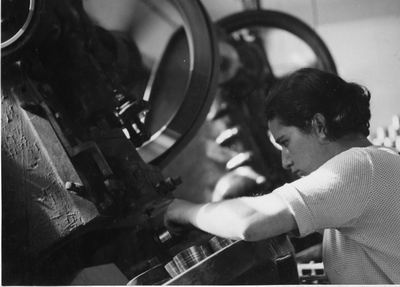
Pracovnice společnosti Primazon, Netanja, asi 1937

Liselotte Grschebina (nebo Grjebina; 2. května 1908, Německo – 14. června 1994, Petach Tikva) byla izraelská fotografka.

## Životopis
Liselotte Grschebina se narodila jako Liselotte Billigheimer v roce 1908 v německém Karlsruhe. Její rodiče byli Rosa a Otto Billigheimerovi, židovský pár. Její otec byl zabit v roce 1916, když sloužil v německé armádě. V letech 1925–29 Grschebina studoval malbu a grafický design na místní umělecké akademii Badische Landeskunstschule v Karlsruhe (BLK) a komerční fotografii vystudovala na Škole užitého umění ve Stuttgartu.

### Začátky v Německu
V lednu 1932 Grschebina otevřela vlastní studio Bilfoto, které oznámilo svou specializaci na fotografii dětí, a přijímala také studenty. V roce 1933, po nástupu nacistů k moci a omezení profesní svobody Židů, Grschebina svůj ateliér musela zavřít. Před odjezdem z Německa se provdala za Dr. Jacoba (Jasha) Grschebina.

### Mandát Palestiny a Izraele
Manželé Grschebinovi dorazili do Tel Avivu v březnu 1934. Ve stejném roce Grschebina otevřela studio Ishon na Allenby Street se svou přítelkyní Ellen Rosenberg (Auerbach), dříve partnerkou v berlínském fotografickém studiu ringl + pit. V roce 1936 bylo studio Ishon zavřeno, když Rosenberg opustil zemi; Grschebina pokračovala v práci ze svého domova.
V letech 1934–47 byla Grschebina jmenována oficiální fotografkou sionistické ženské organizace WIZO. V roce 1939 založila společně s kolegy fotografy německého původu v Tel Avivu Palestinské sdružení profesionálních fotografů (PPPA), první nezávislou fotografickou organizaci v zemi. Mezi 30. a 50. lety Grschebina fotografovala pro Palestine Railways, velkou mlékárenskou společnost Tnuva, kibuc a různé soukromé podniky.
Liselotte Grschebina zemřela 14. června 1994 ve městě Petah Tikva ve věku 86 let.

## Styl
Grschebina přijela do Palestiny v roce 1934, vystudovaná profesionálka hluboce ovlivněná revolučními hnutími Výmarské republiky : Nová věcnost v malbě a Nová vize ve fotografii, stejně jako řada významných profesorů, včetně Karla Hubbucha a Wilhelma Schnarrenbergera. Na rozdíl od mnoha jejích kolegů v Palestině, kteří hledali svou identitu v kolektivním sionistickém úsilí tím, že ji dokumentovali a vychvalovali ve své práci, Grschebina nepoužila fotografii jako prostředek k formování své identity. Přišla s plnohodnotným stylem a ve svém novém domově, kde je i nadále uplatňovala a rozvíjela, se věnovala výmarským uměleckým ideálům a principům. Tato výstava premiéra velkého výběru z 1 800 fotografií, které byly poskytnuty Izraelskému muzeu, a poprvé odhaluje její život a dílo veřejnosti. Grschebinovy umělecké kořeny jasně spočívaly v New Vision, která definovala fotografii jako umělecké pole sama o sobě a vyzvala umělce, aby zobrazovali předměty novým, odlišným způsobem, aby vyjádřili své jedinečné kvality a jejich podstatu. Dělala to prostřednictvím pozoruhodných úhlů pohledu a silných úhlopříček, přičemž mistrovsky využívala zrcadla, odrazy a hry světla a stínu k vytváření geometrických tvarů a k tomu, aby její fotografie obdařily atmosférou, přitažlivostí a významem.
V Německu byla většina jejích fotografií – obvykle reklamní práce – pořizována ve studiu. V izraelské zemi také pracovala v exteriéru a pozorovala své okolí jasným, nestranným pohledem. Fotografovala lidi, kteří se věnují své každodenní rutině, aniž by byla ovlivněna přítomností fotografické kamery. Divák jejích obrazů se cítí jako outsider, který se dívá dovnitř a získává na toto téma novou, objektivní perspektivu: „objektivní portrét… nezatížený subjektivním záměrem“, kde podle fotografa New Vision László Moholy-Nagyho spočívá genialita fotografie.

## Odkaz
Fotografie Liselotte Grschebiny, téměř zázrakem náhodně znovuobjevené ve skříni v Tel Avivu, odhalily talent, který by jinak mohl zůstat zapomenut. Archiv fotografií Liselotte Grschebiny předal Izraelskému muzeu její syn Beni Gjebin a jeho manželka Rina ze Shohamu za pomoci Rachel a Dov Gottesmana, prezidenta muzea v letech 2001 až 2011.

## Galerie

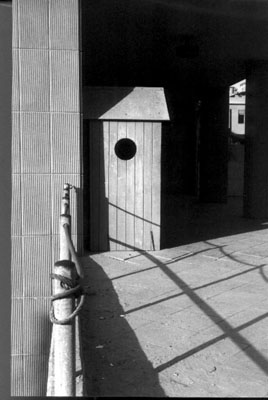
Rosh Hanikra, asi 1960, Izraelská muzejní sbírka
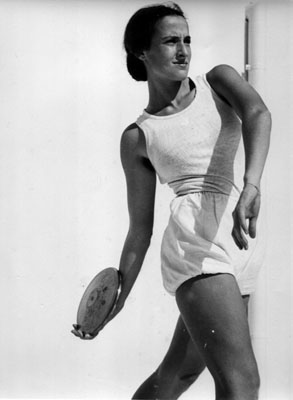
Sport v Izraeli, hod diskem, 1937, Izraelská muzejní sbírka
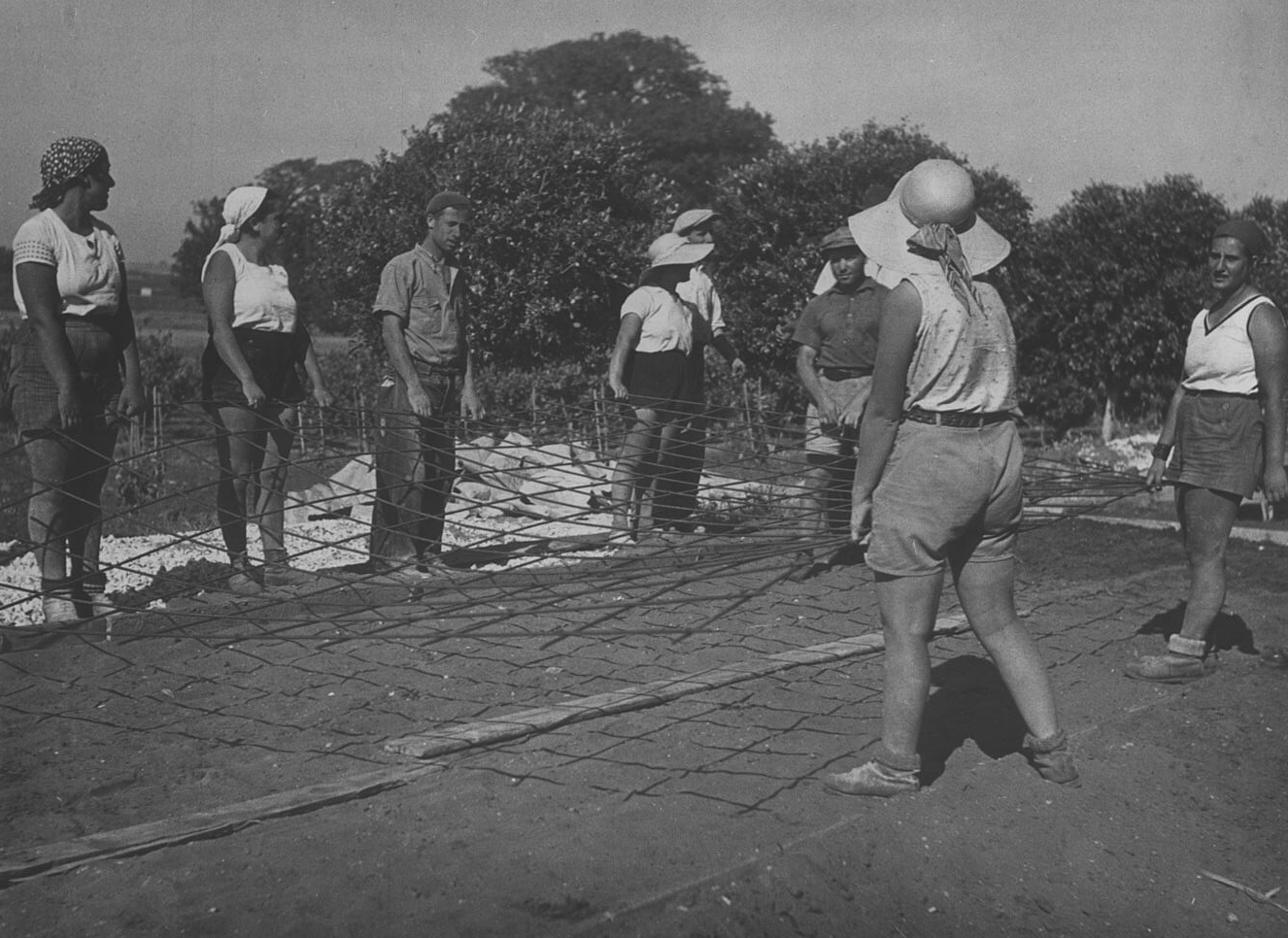
Kibbutz, asi 1940
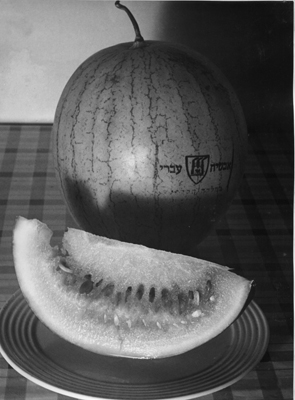
Vodní meloun, asi 1935

## Vzdělání
- 1925–1929: studovala malbu a grafický design na místní akademii umění, Badische Landeskunstschule, Karlsruhe (BLK)
- 1929: Vystudovala komerční fotografii na Vysoké škole uměleckoprůmyslové ve Stuttgartu

## Výuka
- 1929: začala učit reklamní fotografii, Badische Landeskunstschule Karlsruhe (BLK)

## Výstavy
- 1937: Účast na mezinárodní výstavě v Paříži
- 1938: Účast na skupinové výstavě „Starý život – nový život“ fotoskupiny T'munah (hebrejsky obraz) z Berlínské sionistické asociace (BZV), která byla umístěna Kantstraße
- 1941: Účast na skupinové výstavě PPPA konané v Logosu, knihkupectví v Tel Avivu, upraveném jako galerijní prostor
- 2000: Summer – Time Frame: A Century of Photography in the Land of Israel, Izraelské muzeum, Jeruzalém[4]
- 2005: The New Hebrews – 100 Years of Israeli Art, Martin-Gropius-Bau, Berlín
- 2008: říjen – prosinec – Žena s fotoaparátem: Liselotte Grschebina, Německo 1908 – Izrael 1994, Ticho House[2]
- 2009: Eine Frau Mit Kamera: Liselotte Grschebina, Deutschland 1908–1994 Izrael. Výstava v Izraelském muzeu, Jeruzalém. Kurátor: Yudit Caplan, Martin-Gropius-Bau, Berlín

## Články
- The Old New Vision of izraeli-German Photograph, The Jewish Daily Forward, publikováno 24. prosince 2008[5]
- The Old Objectivity, Gallery, Haaretz, 13. srpna 2010 (hebrejsky)